# Asmate carmen
Asmate carmen là một loài bướm đêm trong họ Geometridae.